# Susanna Hoffs
Susanna Lee Hoffs (Los Angeles, 17 de janeiro de 1959) é uma cantora, compositora, guitarrista e atriz americana. Ela é mais conhecida por ser a co-fundadora do The Bangles.

## Inicio
Hoffs nasceu em Los Angeles, Califórnia, em uma família judaica. Ela é filha de Tamar Ruth (née Simon) e Joshua Allen Hoffs, um psicanalista. Sua mãe tocava música dos Beatles para Hoffs quando era criança e começou a tocar violão na adolescência. Hoffs participou da Palisades High School em Pacific Palisades, Los Angeles, formando-se em 1976. Enquanto estava na faculdade, ela trabalhou como assistente de produção e fez sua estréia de atuação no filme Stony Island de 1978.
Em 1980, Hoffs se formou na Universidade da Califórnia em Berkeley, em Berkeley, com um diploma de bacharelado em artes. Quando ela entrou em Berkeley, ela era fã de bandas de rock clássicas que tocavam em grandes estádios. Enquanto estudante em Berkeley, ela participou do último show do Sex Pistols no Winterland Ballroom e um show de Patti Smith. A exposição ao punk rock mudou seu objetivo de carreira de uma dançarina para musicista em uma banda. Ela se juntou a Vicki Peterson e Debbi Peterson no que mais tarde se tornaria o grupo de pop rock The Bangles.

## The Bangles
A primeira versão gravada dos Bangles foi um EP auto-intitulado em 1982, pela gravadora Faulty Products. The Bangles lançou seu primeiro álbum de estúdio All Over the Place em 1984, pela Columbia Records. Eles tiveram um sucesso moderado com o single "Hero Takes a Fall", mas seu avanço comercial veio com o segundo álbum Different Light em 1986, que produziu os singles de sucesso "Manic Monday", "If She Knew What She Wants" e "Walk Like an Egyptian".
Em 1986, Hoffs co-escreveu "I Need a Disguise" para o álbum Belinda de Belinda Carlisle, integrante do grupo do grupo The Go-Go's. Com a crescente fama, Hoffs também apareceu nas capas de inúmeras revistas, e a marca de guitarra Rickenbacker emitiu um modelo Susanna Hoffs 350, que ela personalizou.
Em 1987, Hoffs estrelou o filme The Allnighter, que foi dirigido por sua mãe, Tamar Simon Hoffs, e também apresentou Joan Cusack e Pam Grier. O filme foi criticamente criticado e falhou nas bilheterias. Hoffs disse mais tarde: "Não foi um ótimo filme, mas toda a experiência foi fantástica".
The Bangles lançou seu terceiro álbum Everything em 1988, com o single "Eternal Flame", o mais vendido, que foi co-escrito e cantado por Hoffs. Durante o documentário da BBC "I'm in a Girl Group", Hoffs revelou que ela realmente cantou a gravação de estúdio da música completamente nua, devido ao produtor Davitt Sigerson aprovar a ideia, dizendo que Olivia Newton John tinha feito o mesmo. Mais tarde, ele veio a dizer que Hoffs que estava mentindo o tempo todo.
As Bangles se separaram em 1989, mas no final da década de 1990, Hoffs reencontrou a Bangles com a esperança de se reunirem. Elas gravaram o single "Get the Girl" para o segundo filme de Austin Powers em 1999. Posteriormente, elas anunciaram sua decisão de se reunir em tempo integral em 2000. O quarto álbum, Doll Revolution, foi lançado em 2003.

## Carreira solo

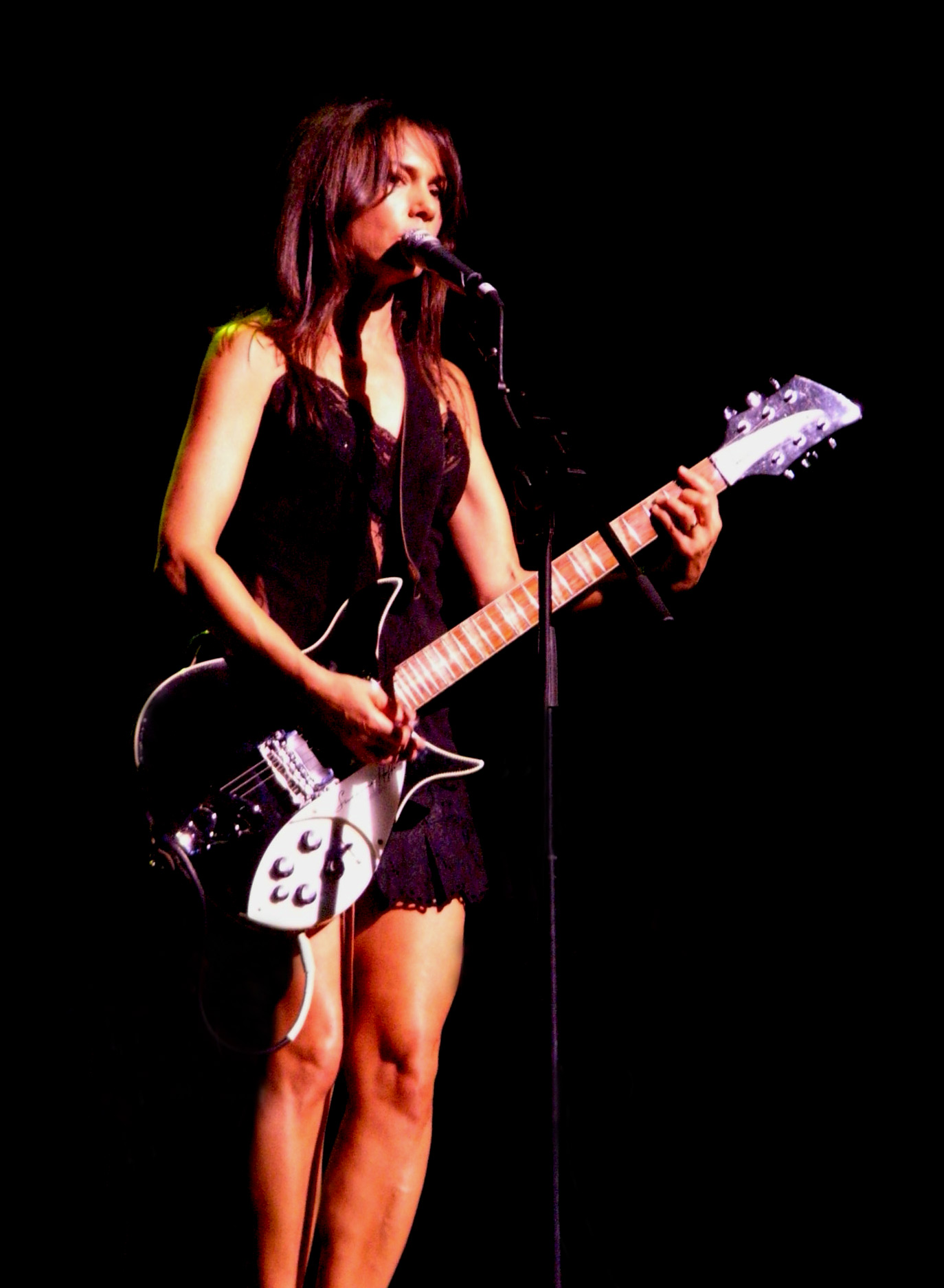
Hoffs tocando em Sydney em 22 Outubro de 2010.

Hoffs lançou um álbum solo, When You're a Boy, em 1991, que gerou um U.S Top 40, com "My Side of the Bed". No Reino Unido, o single desembarcou no nº 44, por apenas 4 semanas no gráfico, e o álbum também pousou decentemente na Europa. Desse álbum de Hoffs a canção "Unconditional Love" fez muito sucesso no Brasil por ter sido incluído na trilha sonora internacional da novela "O Dono do Mundo", de Gilberto Braga, exibida pela TV Globo entre 1991/1992. Na trama a canção foi tema da personagem "Yara", interpretada por Daniella Perez.
Hoffs gravou outro álbum em 1993-94, antes de deixar a Columbia Records, mas não foi lançado. Em 1996, Hoffs lançou seu segundo álbum solo, Susanna Hoffs. Embora tenha recebido muitos elogios na mídia e tenha produzido um menor impacto dos EUA e foi hit do Reino Unido no número #33 por 2 semanas com um cover do single "All I Want", do Lightning e não foi um grande sucesso comercial.
Hoffs gravou um cover de "The Look of Love", para a trilha sonora do filme de Austin Powers: International Man of Mystery e um cover da música "Alfie", para a trilha sonora do terceiro filme Austin Powers em Goldmember. Ela gravou um cover da música de Oingo Boingo "We Close Our Eyes", para a trilha sonora de Buffy The Vampire Slayer. Ela também é responsável pela música "Now and Then", do filme de 1995, de mesmo nome.

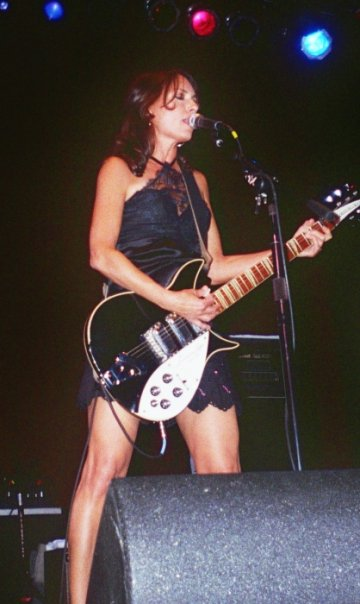
Hoffs tocando na The House of Blues em Cleveland, Ohio, em 30 de Agosto de 2007

Hoffs também contribuiu com uma música para o filme Red Roses and Petrol. Intitulado "The Water is Wide". A música pode ser ouvida nos créditos de encerramento e está disponível na trilha sonora do filme. Em fevereiro de 2009, Hoffs apareceu no palco no Key Club em Los Angeles, cantando com thenewno2, a banda de blues psicodélico "pós-Bristol", liderada por Dhani Harrison.
Em dezembro de 2011, Hoffs forneceu uma música original para uso na promoção da Visit South Walton, uma agência de promoção de turismo em Condado de Walton (Flórida).
Hoffs auto-lançou seu terceiro álbum solo (o primeiro desde o álbum auto-intitulado de 1996), chamado Someday pela Vanguard Records em 17 de julho de 2012. O trabalho foi produzido por Mitchell Froom e é influenciado pelas músicas da década de 1960. American Songwriter deu a Someday, uma classificação de 4,5 de 5 estrelas e descreveu o álbum como "a declaração musical mais fácil e inegável de Hoffs, até o momento".
Hoffs é mencionada por The Saw Doctors, em "I'd Love to Kiss the Bangles". Robbie Fulks escreveu para ela a canção "That Bangle Girl", que aparece em seu álbum The Very Best of Robbie Fulks.
Hoffs doou seu talento vocal à canção dos créditos finais do filme, A Dog Named Gucci, na música One Voice, que também apresenta os talentos de Norah Jones, Aimee Mann, Lydia Loveless, Neko Case, Brian May e Kathryn Calder. Foi produzido por Dean Falcone, que também escreveu a nota do filme. One Voice foi lançado pela Record Store Day, 16 de abril de 2016, com lucros da venda para instituições de beneficência de animais que se destinam a beneficiar.

## Vida pessoal
Em 1993, Hoffs se casou com Jay Roach, diretor dos filmes Austin Powers e Meet the Parents e produtor da versão cinematográfica do The Hitchhiker's Guide to the Galaxy. Ela tem dois filhos. Roach converteu-se ao judaísmo depois de se casar com Hoffs.
Ela é vegetariana.

## Discografia

### Álbuns
Com The Bangles
Solo
| Data                                                                                     | Título                | US Chart | Notas |
| ---------------------------------------------------------------------------------------- | --------------------- | -------- | ----- |
| Solo                                                                                     |                       |          |       |
| 1991                                                                                     | When You're a Boy     | 83       |       |
| 1996                                                                                     | Susanna Hoffs         | -        |       |
| 2012                                                                                     | Someday               | -        |       |
| 2012                                                                                     | Some Summer Days (EP) | -        |       |
| 2012                                                                                     | From Me To You (EP)   | -        |       |
| Todos os dados do gráfico referem-se ao Billboard Hot 100, salvo indicação em contrário. |                       |          |       |

### Singles
| Data                                                                                     | Título                            | Chart | Chart | Notas |
| Data                                                                                     | Título                            | US    | UK    | Notas |
| ---------------------------------------------------------------------------------------- | --------------------------------- | ----- | ----- | ----- |
| Solo                                                                                     |                                   |       |       |       |
| 1991                                                                                     | "My Side of the Bed"              | 30    | 44    |       |
| 1991                                                                                     | "Unconditional Love"              | -     | 65    |       |
| 1991                                                                                     | "Only Love"/"You Were On My Mind" | -     | -     |       |
| 1996                                                                                     | "All I Want"                      | 77    | 33    |       |
| Todos os dados do gráfico referem-se ao Billboard Hot 100, salvo indicação em contrário. |                                   |       |       |       |